# ひと結び

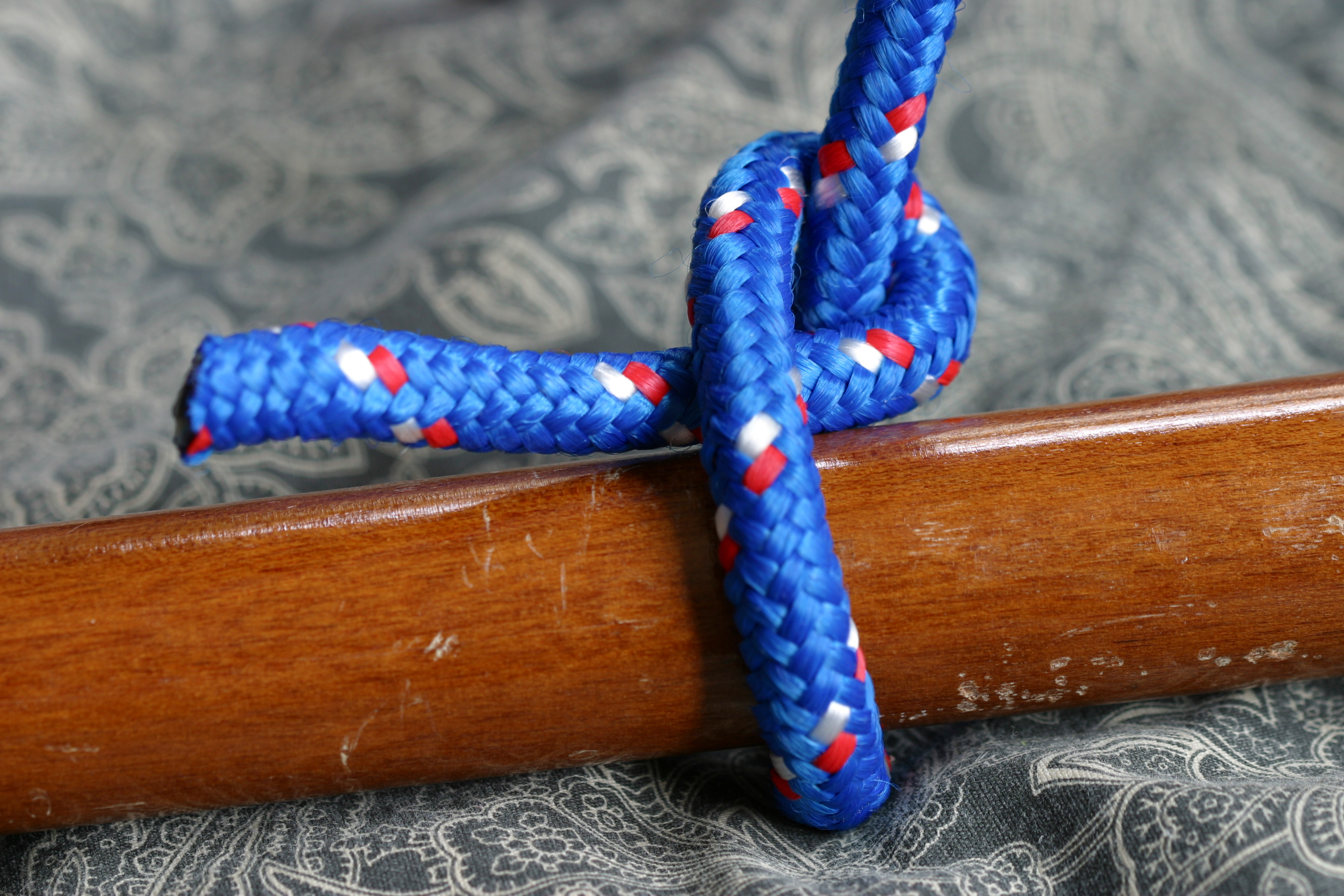
棒に施したひと結び

ひと結び（ひとむすび）は、ロープなどを芯に縛り付ける結び方（ヒッチ）のひとつ。
ひと結びは以下の2つの意味に用いられる。
1. （交点に荷重がかかるように）芯に一重の巻きを施すこと。
2. 芯に1度回したロープに対して止め結びを施すこと（つまり芯を外してロープを引くと止め結びになる）。

英語でも両者を区別せずハーフ・ヒッチ（Half hitch）ということが多いが、1の用法であることを強調するときはシングル・ヒッチ（Single hitch）やシンプル・ヒッチ（Simple hitch）ということがある。
右の図は2の意味でのひと結びである。また、2の意味でのひと結びは、ロープを芯に回したあと、ロープの残りの部分を芯とみなして1の意味でのひと結びを1回施したものと考えることもできる。このように考えたとき、芯にかけたロープに1の意味でのひと結びを1回でなく2回施した結び方がふた結びとなる。
ひと結びの強度はそれほど高くなく、ほかの結び方と組み合わせて使うことが多い。
1の意味でのひと結びは、例えば本結びをしたあと両端をそれぞれ（残りの紐の部分を芯とみなして）ひと結びしておいたり、巻き結びをしたあとやはり残りのロープを芯とみなしてひと結びしたりするのに用いられる。
ボートを岸に係留するとき、一時的にであれば2の意味でのひと結びを使うことがある。

## 関連する結び目
ひばり結び・巻き結び
これらはともに芯に2回（1の意味での）ひと結びを施して得られるヒッチである。